# Gegen die Wand
Gegen die Wand (traducció literal al català: Contra la paret) és una pel·lícula turco-alemanya de 2004 dirigida per Fatih Akın. El drama descriu la tràgica història d'amor d'una jove turca nascuda a Alemanya però educada a Turquia que es veu obligada a casar-se amb un alcohòlic i drogoaddicte amb tendències suïcides que la dobla en edat. L'objectiu d'aquest matrimoni per conveniència és poder deslliurar-se de la submissió a la qual la jove és sotmesa per part de la seva conservadora família.
La pel·lícula és la primera part d'una trilogia d'amor, odi i mort. La segona part va aparèixer el 2007 amb el títol Auf der anderen Seite (A l'altre costat).

## Premis
- 2004. Os d'Or a la millor pel·lícula de la 54a de la Berlinale)
- 2004. "Millor pel·lícula" i "Premi de l'audiència" dels Premis del Cinema Europeu
- 2004. Premi d'or a la millor actriu als Premis Alemanys de Cinema
- 2004. Premi Mirall de Plata (Silver Mirror Award) per la millor pel·lícula al Festival de Cinema d'Oslo
- 2004. Premi de l'audiència del Festival de Cinema de Sevilla
- 2005. Goya a la millor pel·lícula europea